# Paralelo 79 Sur
El paralelo 79 sur es un paralelo que es de 79 grados al sur del plano ecuatorial de la Tierra en la Antártida. El paralelo pasa a través de la Antártida solamente.

## Dimensiones
Conforme el sistema geodésico WGS 84, en el nivel de latitud 79° Sur, un grado de longitud equivale a 21,31 km; la extensión total del paralelo es por lo tanto 7.672 km, cerca de 19% de la extensión del Ecuador, del cual ese paralelo dista 8.773 km, distando 1.228 km del polo sur.

## Cruzamientos
Comenzando en el meridiano de Greenwich en la dirección este, el paralelo 79 sur pasa sucesivamente por:
| Coordenadas                   | País, territorio o mar | Notas |
| ----------------------------- | ---------------------- | --- |
| 79°0′S 0°0′E / -79.000, 0.000 | Antártida              | Tierra de la Reina Maud, reclamada por Noruega · Territorio Antártico Australiano, reclamado por Australia · Tierra Adelia, reclamada por Francia · Territorio Antártico Australiano, reclamado por Australia · Dependencia Ross, reclamada por Nueva Zelanda · Territorio no reclamado · Antártica Chilena, reclamada por Chile · Territorio reclamado by Chile and Reino Unido (reclamaciones superpuestas) · Territorio reclamado by Argentina, Chile and Reino Unido (reclamaciones superpuestas) · Territorio reclamado por Argentina and Reino Unido (reclamaciones superpuestas) · Territorio Antártico Británico, reclamado por Reino Unido · Tierra de la Reina Maud, reclamada por Noruega |